# Prawdziwe oblicze Charliego
Prawdziwe oblicze Charliego (ang. The Truth About Charlie) – amerykańsko-niemiecki film kryminalny z 2002 roku w reżyserii Jonathana Demmego. Remake filmu Szarada (1963). Zdjęcia kręcono w Paryżu i na Martynice.

## Obsada
- Mark Wahlberg – Joshua Peters
- Thandie Newton – Regina Lampert
- Tim Robbins – pan Bartholomew
- Joong-Hoon Park – Il-sang Lee
- Jim Brooks – Jordan Castor
- Lisa Gay Hamilton – Lola
- Christine Boisson – Dominique
- Stephen Dillane – Charlie
- Charles Aznavour – Charles Aznavour